# アフウラ

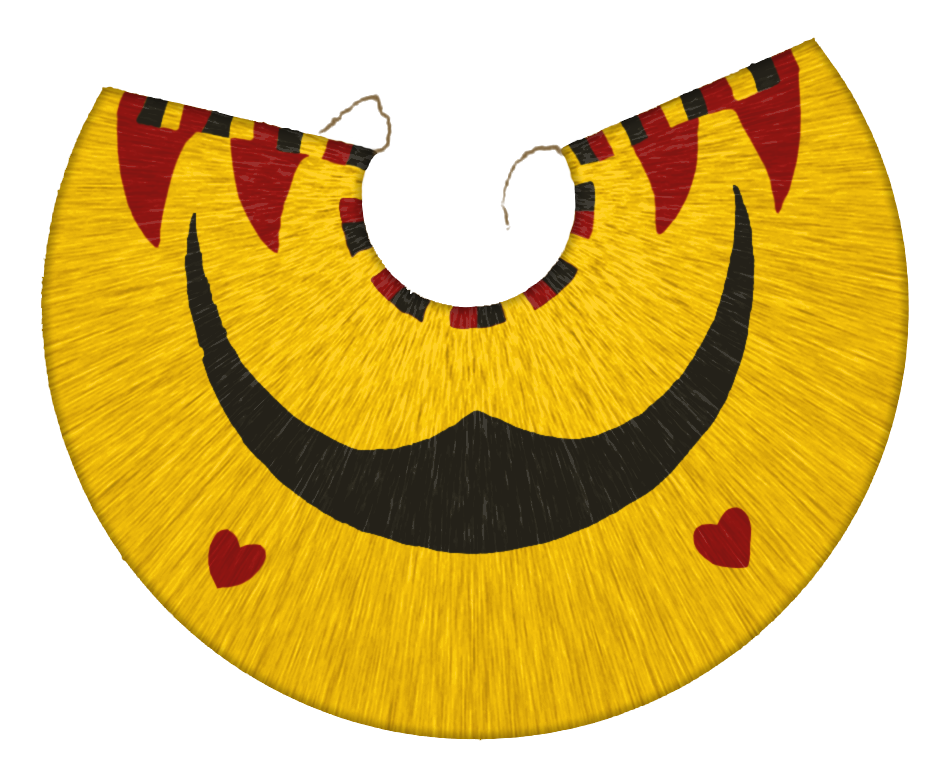
ハアレレアの羽衣

アフウラ（ハワイ語: ʻahu ʻula、直訳は"赤い/聖なる上衣"）は、鳥の羽根で密に覆われた、ハワイ伝統の羽衣。やはり鳥の羽根で覆われた兜マヒオレとともに、最高位の族長や王族（アリイ）の象徴であった。 
長めのアフウラは「クローク」、短めのものは「ケープ」と区別して英語では解説することが多い。アフウラの長大さは、そのまま位の高さを示した。
世界各地の美術館・博物館等に約160例が現存する。少なくとも30点が18世紀のジェームズ・クック船長の航海で採集されたが、うち「ケープ」が16点ほど現存する。
羽衣は、植物繊維を揺った網に、主に赤か黄色系の羽根をあしらったもので、素材の羽根となるハワイ原産の鳥類は、決まっていたが、いくつかは既に絶滅種である。

## 特権
アフウラの羽衣の使用は、王室（アリイ）や高位の族長のみに原則として限られていたが、特別な武勲を立てた戦士などにも所持が許されることもあった。羽根で覆った兜（mahiole）もまた、王族用であった。
アフウラの大きさは、地位の高さを表した。アフウラでも丈が長く、首から足元すれすれまで垂れるほどのものは「クローク」型で、最高位のエリートの衣装となり（以下、カメハメハ大王のマモのクローク等を参照）、通常の族長であれば、より短い「ケープ」型を着用するとされる。郷土史家のホルトも同様に、アフウラといえば「羽クローク」を指し、アフリリ（ʻahuliʻī、"liʻī"は'小さい'の意）と言えば「羽ケープ」なのだという。
また「戦闘ケープ」というタイプも研究家によって識別されている（ § 戦闘ケープ参照）。 
そうした羽衣には、物理的な防御力のみならず、霊的な守護力が宿っているとみなされていた。逆に着る者のマナ（霊力）が羽衣に宿るとされ、父の霊力が羽衣をつうじて遺族に伝えられるとされた。

## 製法

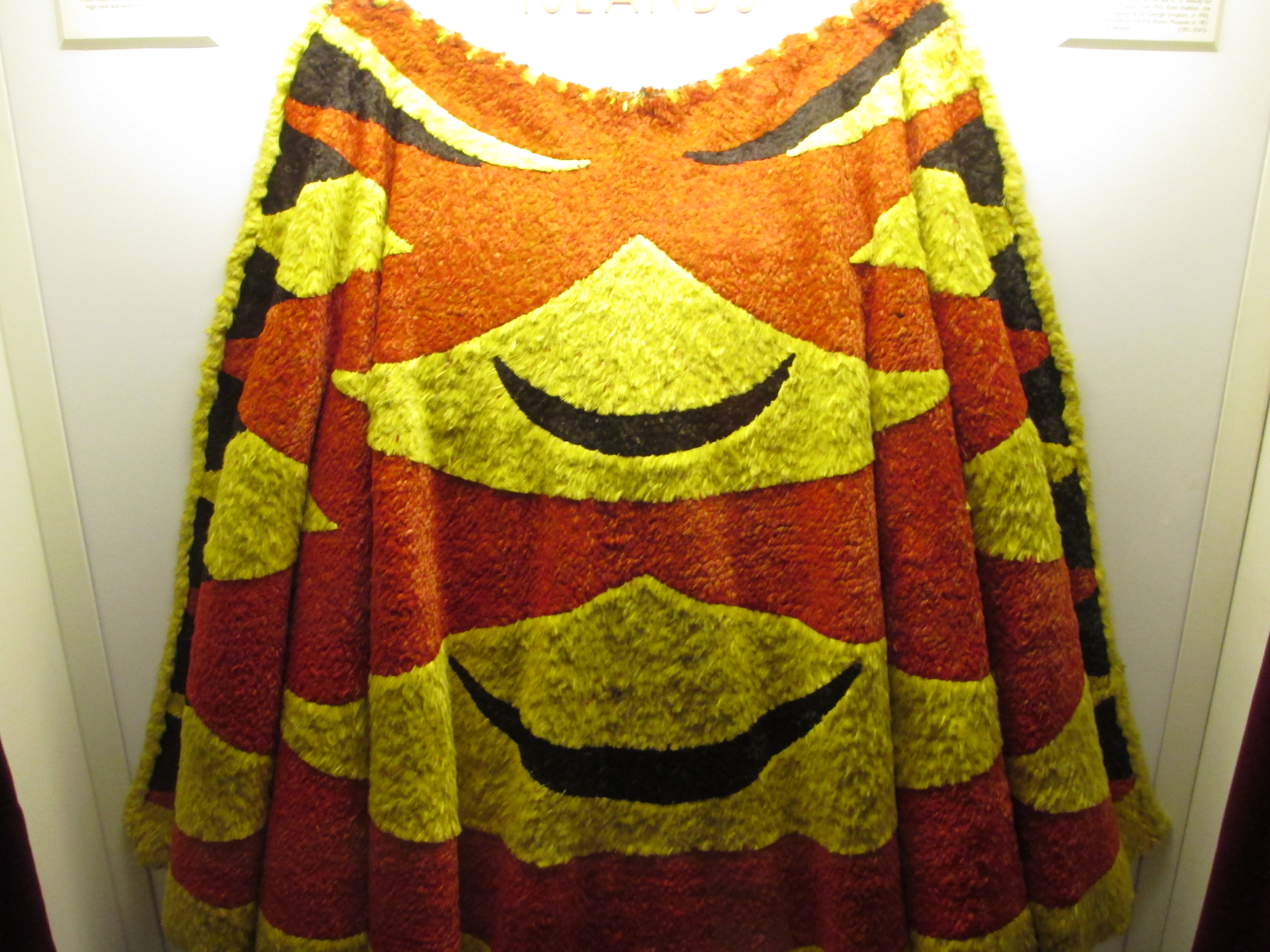
ハワイ王国ケカウルオヒ王妃の羽根衣―英オックスフォード市ピット・リヴァース博物館蔵。

ハワイの羽衣は黄色（橙色）や赤色の羽を主に用い、他にも黒や緑系の羽を用いることもあった（以下 § 鳥種と羽素材を参照）。
羽衣の土台の生地となる植物繊維の網は、イラクサ科オロナ（olonā、学名 Touchardia latifolia）の繊維を結って作る  （ § 早期・後期型に詳述）。
一枚の羽衣を完成されるのに数十万羽単位の鳥の採取が必要だったと言われる。羽根は小さな束（ʻuo、 ʻuwo）に束ねてから、網目にくくり付けた。まんべんなく羽で覆うように、隙間をつめて密に付着された。

### 鳥種と羽素材

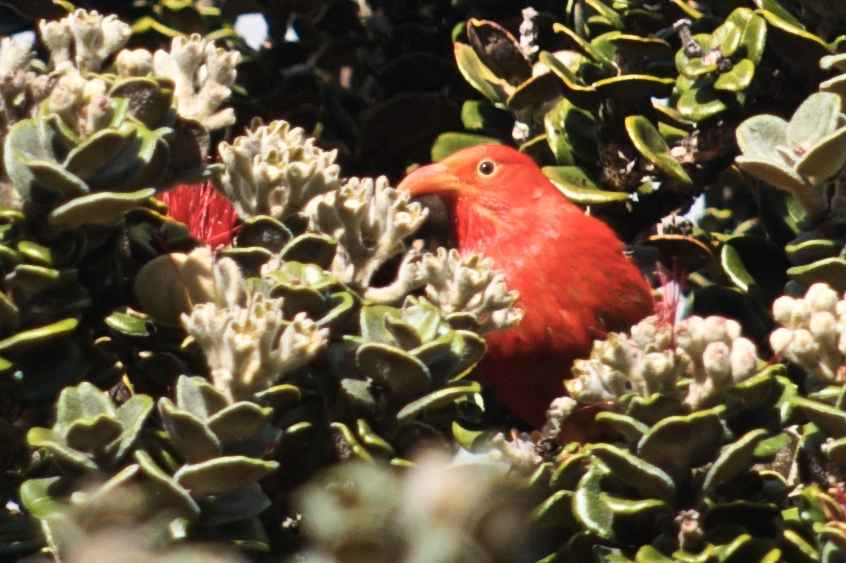
イイヴィ

特に赤や黄色の飾り羽で覆われていたが、赤い羽根は、嘴の曲ったベニハワイミツスイ（イイヴィ、ʻiʻiwi）より採取される場合が主であったが、普通の嘴をしたアカハワイミツスイ（アパパネ、ʻapapane）を用いることもあった。
黄色系の材料は、全体的には黒色の鳥のわずかな黄色羽を採取するので、より希少であった。鳥の種（ハワイミツスイ類＝族）はいずれもいまでは絶滅種で、フサミツスイ属4種（Moho spp.; ハワイ名:オオ、ʻōʻō）や、キゴシクロハワイミツスイ（Drepanis pacifica、ハワイ・マモ）という黒色鳥の、わずかに黄色い羽根が生えた部分から採られていた。赤色の鳥は、全身の羽根を使うため捕殺してもよかったが、黒と黄羽根の鳥は生捕りにし、飾り羽を確保したら放鳥すべし、というカメハメハ大王の命令が発せられていた。しかし19世紀には廃れて遵守されず、食用にされていたと記述されている 。
マモ鳥の羽根は、黄色いともいわれるが、じつは橙色がかった黄色だったともされ、ブリガムの説明に拠れば、元はマモ鳥の羽根はオレンジ色で、オオ鳥の淡い黄色と区別できるが、色あせるとその区別がむつかしくなるという。カメハメハ大王のマモ鳥の羽衣は、後世に「ゴールデンクローク」と綽名された。 マモ鳥の羽は、王族一般ではなく、島丸ごとひとつの王のみしか許されない禁色であった。オオの黄羽根とイイヴィの赤羽根を合わせるのは、マモ羽根に似た色を演出するためだとも考察される 。
黒羽根も、オオのものが採取されて使われた。緑を大きくあしらった羽衣を3例しか現存しない。絶滅推定種のハワイミツスイ類であるキガシラハワイマシコ（オウ、ハワイ語: ' ō'ū）の緑羽がごくたまに使われたとされるが、あるいはカウアイユミハシハワイミツスイ（Hemignathus procerus; ハワイ名:アキアオラ ʻakialoa）の緑羽も使われたとされる。また、ハワイ語で総称をアマキヒという鳥たちも、羽が使われたとされるが、これらも緑や黄緑系統の鳥である。
これらの色とりどりの羽根は"神[像]、兜、外套、レイを作る"材料とされてきた。 

#### 鳥類の保全
ハワイ王国の統治下では、赤い鳥はほぼ全体の羽根が素材となるので捕殺が許され、皮ごと剥いでいた。羽根がついたままの皮膚の破片がもちいられたことも羽衣の鑑定でわかっている。しかし黄色い羽根は黒鳥からわずかずつしか採取できないので、これらは生捕りの方法で捕まえ、採取後は放鳥することがカメハメハ大王に命じられていた。しかし19世紀にもなると、そのタブー（カプ）が薄れ先住民の鳥捕りたちも遵守しなくなったと疑われており、じっさい、食用にするようになっていたという記述がみられる。 
ハワイ・マモは19世紀末を最後に絶滅したとされる。ヘンリー・ヘンショーは、従来のトリモチや罠式から散弾銃で鳥捕りをするようになったことが急速な減少につながったとみている（キゴシクロハワイミツスイの項も参照）。ハワイミツスイの減少には、環境破壊（畜産による原始林の切り開きや、野生化した草食動物等による食害等）や、病気なども原因とみられる。オオ属4種も最後の種が1987年に絶滅した。
赤羽の鳥はハワイに棲息し続けるが、数は減っており、原因は多岐にわたるので羽の採取が大きく影響したとは考えられていない。

### 早期・後期型
古い例の羽根衣は、土台にした網が荒く、まず地鶏（ヤケイ属）などの大き目の羽根で覆い、これら地味な色（白、黒、褐色）を上塗りするように色鮮やかな飾り羽で覆った、という工法であった。後期には、より目が細かく編まれた（手編み）網（メッシュ）を土台に使ったので、飾り羽をじかにつけることが出来た 。この細かい網は、ナエ（nae、または naepuni,  puni等)）と呼ばれ、トウカルディア属単型種の「オロナ」（olonā）の分岐した気根を編んで作られた。
また形状も矩形（長方形）だったものから円弧状のように変わったが、長方形のハワイ外に持ちさられたものしか残存しておらず、ハワイではあまり知られなくなってしまった。長方形のタイプには以下の § 戦闘ケープも含まれる。
ヒロア（英名バック、1944・1957年）の解説では一概に「長方形」型に括られていたが、これらは「ひし形」型と、「直線襟・裾形成」型に細分類できるとエイドリアン・ケプラー女史は分析した
。

## クック航海の蒐集品
英国の海洋探検家、ジェームズ・クックが船長が率いた第3航海で1778年ハワイに到着した一行は、羽製の工芸品を含む多くの収集品を持ち帰り、そのほとんどははじめリーヴァー・コレクションに所蔵されていた 。しかしそののちに売却されて分散し、個人収集家などの手を経て博物館・美術館に寄贈された羽衣もあるが、逸失したものもある。

### 船長に着させた羽衣と兜

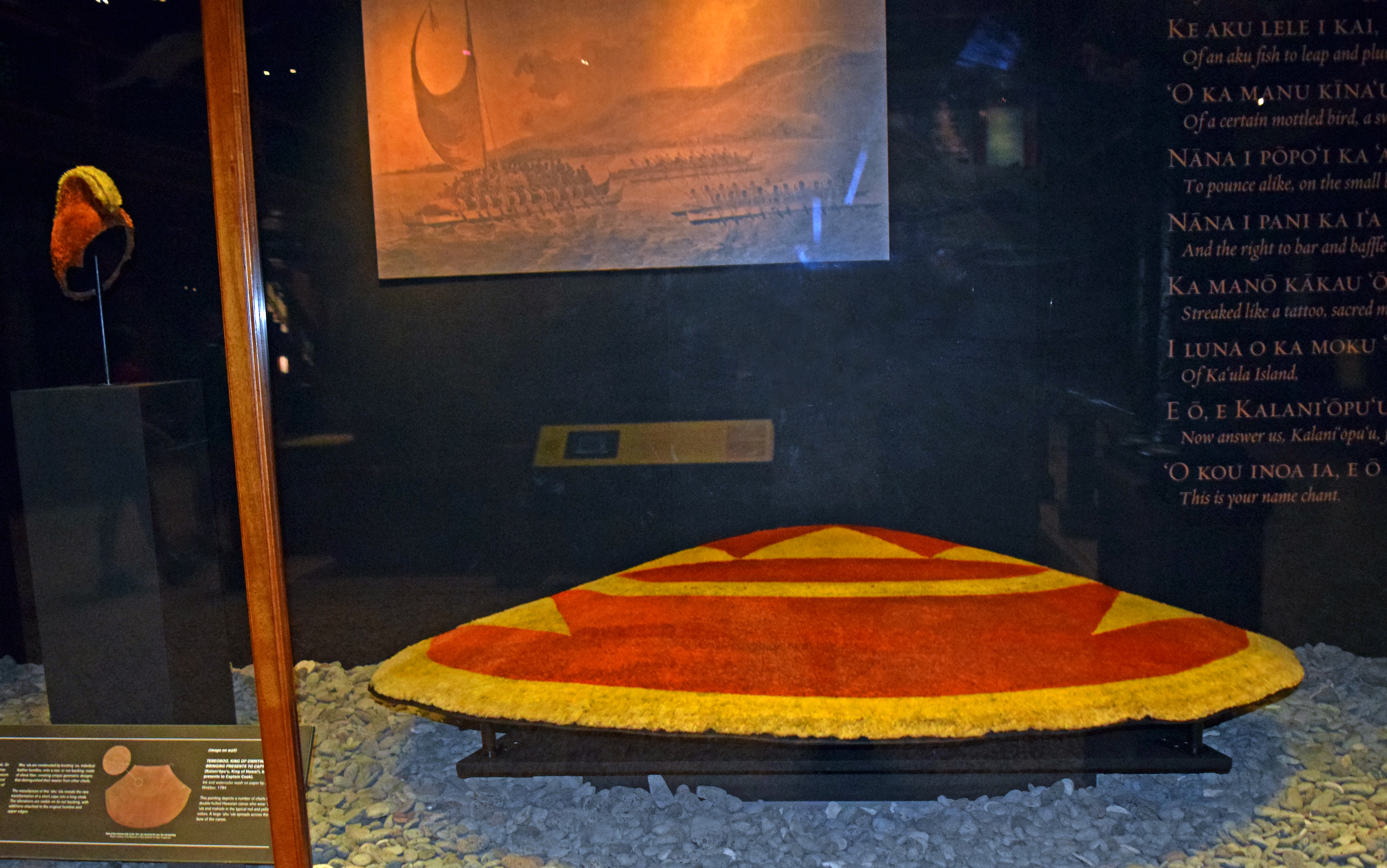
クック船長に贈呈されたケープ。現在はホノルル市のビショップ博物館に展示されている

クック船長は、1778年1月26日にハワイ島を訪れ、大族長のカラニオプウの応接を受けた。会合の終わりに、カラニオプウは自分が着用していた羽兜（マヒオレ）を手ずからクックに被せ、羽衣を着せた。さらには（王権の象徴である）払子（カヒリ）も手に握らせた。
このときカラニオプウは、そのほか数着の羽衣をクックの足元に置き、豚などを供物のようなかたちで提供したという。クック航海の主な収集品は、この羽兜や羽衣を含めてアシュトン・リーヴァー卿のコレクションの一部となり、同氏の博物館「ホロプシコン」（Holophusikon）に展示されていた。
また、このときの羽兜と羽衣の現物は、まもなくロンドンのリーヴァー博物館の展示物となった、とされる。同博物館はジェームス・パーキンソンの所有となり、当時の「アルビオン街」住所（ブラックフライアーズ橋の南側のたもと）に移転したが、ガラスショーケースの"B"に展示されていた（1790年代頃）。
このリーヴァー・コレクションは1806年に売却処分され（ § リーヴァー・コレクション参照）、その多くはブロックの博物館の一部となり（ § ブロック博物館参照）、羽工芸品の多くをチャールズ・ウィンが1819年5月7日に買い取った。クックに着せられたゆかりとされる羽衣・羽兜は、そのうち競売ロット34であった。1912年にウィン氏の孫であるローランド・ウィンが、ニュージーランド・ウェリントン市の国立ドミニオン博物館（現・テ・パパ）に寄贈し（整理番号 FE 327、 FE 328）、2016年3月、長期貸与というかたちでハワイのビショップ博物館へ「帰国」された 。
カラニオプウが自分の着ている羽衣をクックに贈呈した会合は二回あったとされる。いわゆる「エルギン・クローク」もまた、カラニオプウ所持だった羽衣と主張されている。

### 緑の羽衣
クック航海では、緑の羽衣も乗組員が入手しているが、その色合いの珍しさもさながら、その物々交換のときのエピソードも珍話として残されている。持ち主の原住民はなかなか手放そうとせず、最初に提示された装飾品などでは首を縦に降らなかった。しかし、ウェッジウッド社の「クイーンズウェア」シリーズの瓶と盥を目にすると、それらをひっつかみ、羽衣を打ち捨てて逃げ去っていったという 。
おそらくこのときの緑の羽衣であろう物品の、その後の足取りについては、リーヴァー博物館からやがて「エッセクス郡チェルムスフォードのミラー・クリスティー」の手に渡り、いっときは大英博物館に貸与展示されていたが、ドレスデン民族学博物館に所有が移転、第二次世界大戦の際に行方不明になった。

### リーヴァー・コレクション
クック航海が太平洋で得た収集品の多くはアシュトン・ リーヴァー卿の博物館（一名「ホロプシコン」、"Holophusikon"）に収められた。クック船長に着せられた羽兜と羽衣も含まれるという。
サラ・ストーン（のちスミス夫人）は、リーヴァー博物館が所蔵していた54点のフェザーワーク（羽製工芸品）を当時、模写して水彩画に残している。しかし現在ではその10点ほどしか行方がはっきりしないという（1968年刊行の書籍調べ）。水彩画にかかれているなかには7着の羽製クローク（長めのアフウラ）が含まれていた。
リーヴァーは経済破綻してコレクションを手放す。そしてジェームス・パーキンソンの所有となり「アルビオン街」の住所（ブラックフライアーズ橋の南側たもとに在した建物に移った。これはブラックフライアーズ・ロタンダとも呼ばれた円形建物で、展示室は「サンドウィッチ・ルーム」（ハワイ諸島の旧称）とも称した。パーキンソンは、1806年にそのコレクションを7,000のロットに分割して競売にかけ、羽製工芸品も分散した。

### ブロック博物館
羽衣のいくつかは、ウィリアム・ブロックの博物館の手に渡った。同館の案内書にも見える「赤い羽衣（クローク）」は、小ぶりの例であったようだが、クック航海の収集物で、 リーヴァー・コレクションが1806年の競売品のひとつではあったろう、との考察がある。ブロック博物館の案内書（『Companion』）の1807年改訂版の目録に追加されていることが確認できる。ブロック博物館は、よりのちに神学者アダム・クラークより羽衣と羽兜を進呈されたが、その由来は不明である。
ブロックからチャールズ・ウィンが買い取ったなかには、競売ロット25にも羽衣と羽兜が入っていたが、これはクック航海のいわくはない品々とされる。おそらく1805年の時点でその年版の『Companion』に記載される品（リーヴァー・コレクション販売の1806年以前に入手の品）で、これらはニュージーランドの博物館に（整理番号 FE 327、 FE 328）として、現在でも保管されている。

### 絵画的描写

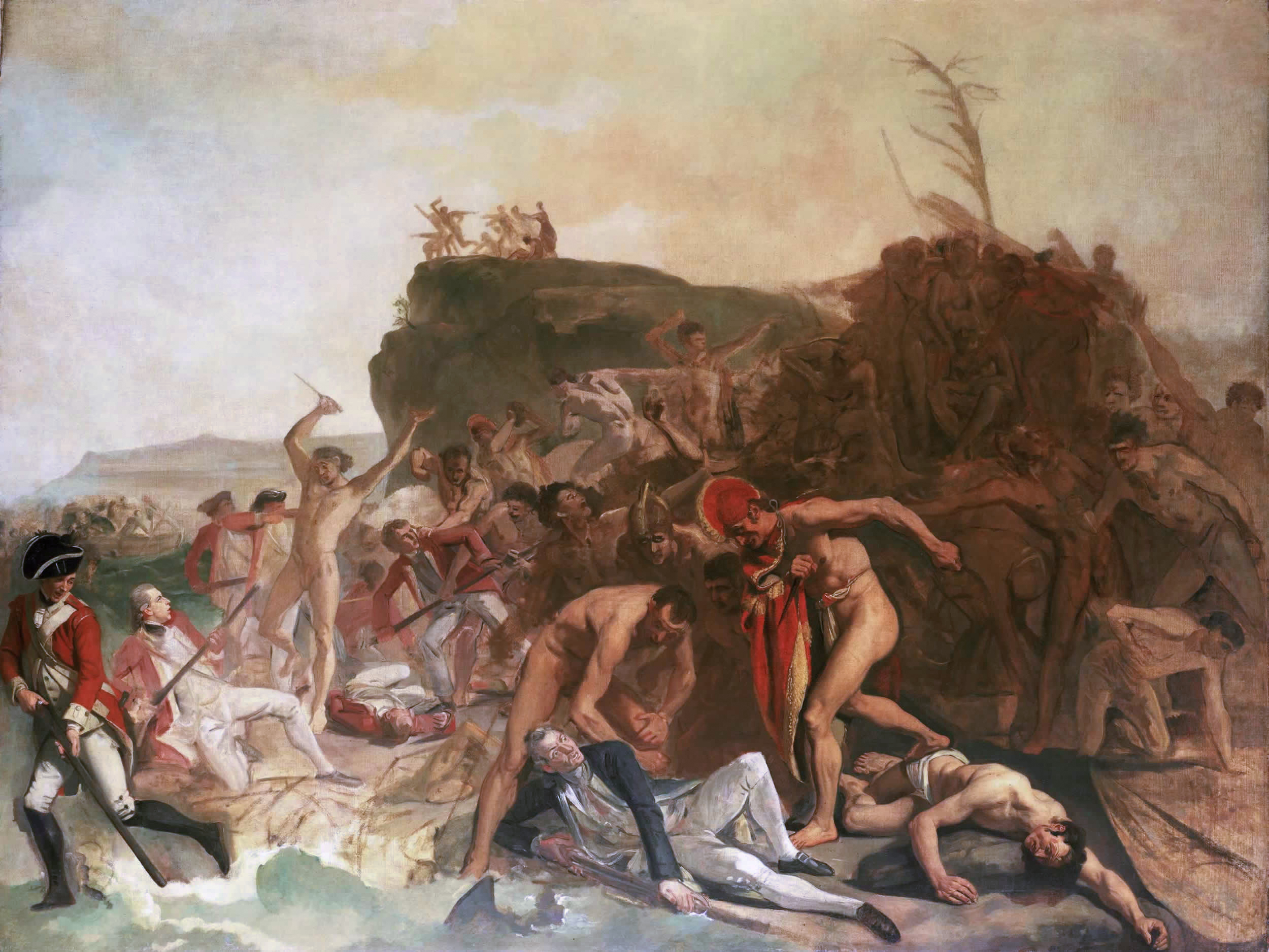
『クック船長の死』—油彩画、ヨハン・ゾファニー作（1795年頃）。ロンドン、グリニッジ、国立海事博物館蔵。

サラ・ストーンの水彩画による鳥類や羽細工の記録以外にも、クック航海に同行した画家による絵画や肖像画、およびそれらを元にした版画から、羽衣を含む当時のハワイ先住民の装束はうかがえる。
クック船長の最期を題材とした絵画には、探検航海の公式画家であったジョン・ウェバー作（油彩画、水彩画、およびそれを元にした銅版画）や、ジョン・クリーヴリー作のもの、ドイツ生まれの画家ヨハン・ゾファニー作の油彩画が知られる
これらの『クック船長の最期』の絵には、いずれも羽衣や羽兜を着用したハワイ人がまぎれている。
羽兜や羽衣を着た肖像画には、版画で知られる 『A Man of the Sandwich Islands, with his Helmet』図（ジョン・キーズ・シャーウィン（刻）、ウェブ（画）、1778–1784年頃。）があるが、人物はカナイナ（Kana'ina, Kalaimanokahoʻowaha）に同定されており、これはクック遭難の際に殺害された人である。

## 博物館所蔵品

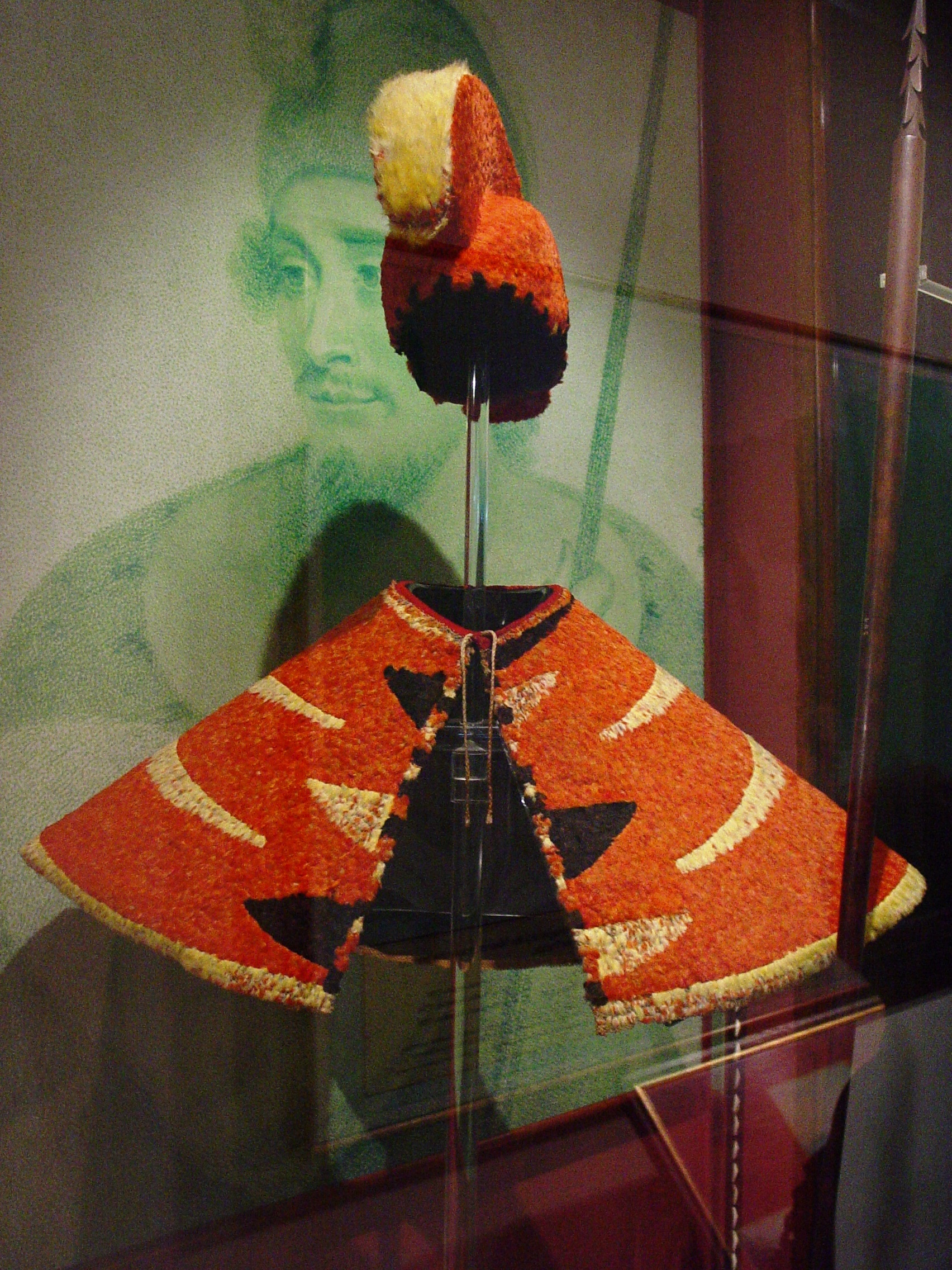
「ケカウリケのケープ」と命名された赤基調の羽衣と羽兜―ホノルル市ビショップ博物館蔵

ホノルル市ビショップ博物館には、1918年時点で15点ほどのアフウラが所蔵されていた。目玉のひとつがカメハメハ大王が所蔵したという羽衣で、マモ鳥（450,000 枚の羽、のべ80,000羽の鳥）のみを使ったフルレングス・クロークである。カメハメハ4世が式典で借用した際に、イイヴィの赤羽のトリミングが追加されている。

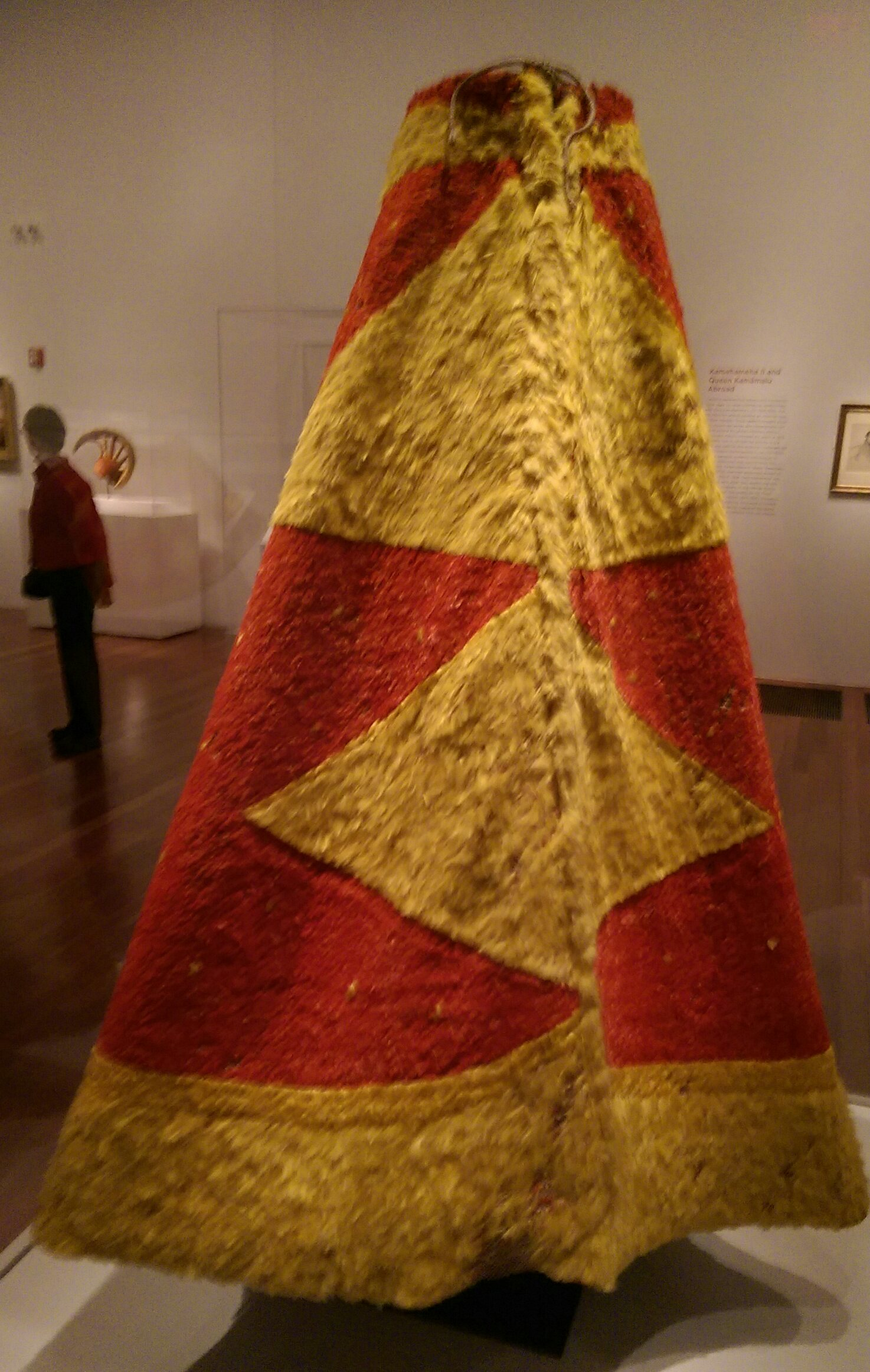
伝・カラニオプウにまつわる羽衣—2015–16年の展示、サンフランシスコ市、デ・ヤング美術館（現・ビショップ博物館蔵）。

ビショップ博物館の所蔵には、キワラオが所持していたという羽衣も特別な由緒のひとしなである。キワラオ（キヴァラオ）は、既出のカラニオプウの息子で、クック船長の伝記作家・航海日誌編者であるJ・C・ ビーグルホールによれば、クック船長が殺されたとき、キワラオが着ていた羽衣だという。 キワラオはその後、カメハメハ大王に殺され、羽衣も奪われた。
かつてスコットランドに所蔵された品も、前述の「エルギン・クローク」は1968年3月に、ビショップ博物館が買い取っている。当時のブルース家（エルギン卿家。当時の当主はエドワード・ブルース (第10代エルギン伯爵))から提供された。また、
いわゆる「キントア・クローク」（Kintore Cloak）も、スコットランドの所蔵から、1969年、ビショップ博物館に寄贈された。この「キントア・クローク」のように、細い横縞をあしらった例は、"極めて希少"であり、ひし形や三日月形等をあしらったデザインが一般的である。他に赤と黄色の横縞の例はサラ・ストーン画に残されるが現物は逸失している 。ましてや、黒い縞が入った例となると唯一無二であるとされる。
ビショップ博物館蔵の品にはカウアイ島のカウムアリイがカメハメハ大王から授かった羽衣や羽兜が所蔵される。これらは1810年、カウムアリイがカメハメハ大王カウアイ島の王の臣下になったことでハワイの統一王国が成就し、その際に下賜されたものである。羽兜（マヒオレ）は、全体的に赤いが、黄色の羽も使われる 。羽衣は黄色基調で赤である。じつはカウムアリイが下賜されたのは複数のケープとされ、カウアイ島からオハフ島に呼び出されたとき、兜と羽衣2着をホイットニー夫人という友人に託していた。うち1着はビショップ博物館蔵（旧整理番号はB 130）となり、もう1着はカピオラニ相続財産のコレクション（Estate of Kapiolani collection）の所有物となっていた（1918年当時）。2着ともオオ鳥の黄色の地に、イイヴィ鳥の紅がつかわれた羽衣である。
サンフランシスコ市、デ・ヤング美術館は、各地の博物館・美術館が所蔵する羽衣や羽細工の展示会を2015–2016年に開催した（ビショップ博物館協賛による。上図参照）。

### 戦闘ケープ
既述したように、早期の例のうち、小型ケープ、あるいは「長方形」型のケープは、すべてハワイ外のコレクションに所蔵される。
その一例がクックの航海で入手されたひとつで、オーストラリア博物館（シドニー市）蔵の品である。同様な「戦闘ケープ」には大英図書館蔵の4点などが挙げられる

### その他の例
スコットランド博物館には、1824年にカメハメハ2世がイギリスで客死する前、贈答品としてくばった工芸品の数々が展示されているが、とりわけフレデリック・ジェラルド・ビングに贈られた羽衣がその目玉として飾られる。
ニュージーランド国立博物館テ・パパには、上述したようにハワイに移転された（FE 327）ともうひとつ羽兜と対のケープ（FE 326）を所蔵したが、もう一つ主に黒色のケープが、やはり1912年のセント・オズワルド男爵の寄贈のなかにあり、現在も所蔵される。縁取りには赤や黄色の羽が使われている。黒羽は"powhee"（野生の七面鳥?）の羽と古くは記載されているが、原資料ではニワトリの黒羽とされる。
オークランド博物館は、1948年に羽衣を入手している。
ジュネーヴ民族学博物館は、19世紀の羽衣を常設展示しているが、創立者のウジェーヌ・ピタールが館内で最も価値ある一品と考えていた。

## 逸話

### カラカウア王
カラカウア王は、ハワイ王位の正統継承者として、カメハメハ大王のマモ鳥のアフウラを引き継ぎ、1883年、即位9年後に執り行った戴冠式で用いている。
これ以前にカラカウア王は日本を含む世界一周の旅に出かけたことが知られており、その際にも家伝のアフウラ1着を持参した（どのアフウラだったかは不詳）。ただ、自らの着用が憚られ（西洋の正装と併用に無理があるなどの理由）、侍従のロベルトに着用を許す運びとなった。ロベルト・フォン・エールホッフェン（Robert von Oehlhoffen）は、ドイツの男爵家出身のコックで、王のお抱えのシェフとして雇われ、世界旅行には侍従として随員のひとりに加わった。東京に滞在中、ロベルトは「王族のふりはするな」と釘をさされて着用を許されたが、日本側にはさぞ高位の人間という印象が伝わった。ロベルトは酔って羽衣着用のまま王の寝室のソファに泥酔しているところをみつかり、役目を免除となった。日本から数々の贈答品をもらったカラカウアは、返礼品として羽衣を天皇に差し上げては、と随員した部下に打診されたが、伝来の家宝なのでと承知しなかった。
ロベルトは、"Groom of the Feather Cloak"（訳：「マント宮内官」）の肩書を名乗っていたが、これは前例のない役職であって、あるいは自分で考案して自称していたものである。
旅先が旧ジョホール王国（現・マレーシアの州）に向かい、マハラジャと打ち解けたカラカウア王は、再度ロベルトに羽衣の着用を許した。しかし回教の戒律もそっちのけで鯨飲し、ヨットから荷物を回収する際、羽衣を置き忘れてしまい、よもや紛失さわぎとなり、再び「マント宮内官」を罷免となった。